# Glyptoscapus cicatricosus
Glyptoscapus cicatricosus là một loài bọ cánh cứng trong họ Cerambycidae.